# Đô la tưởng niệm nơi sinh McKinley
Đồng xu đô la tưởng niệm sinh McKinley là một đồng xu kỷ niệm bằng vàng đã được Cục đúc tiền kim loại Hoa Kỳ phát hành vào năm 1916 và 1917, miêu tả Tổng thống thứ 25 của Hoa Kỳ, William McKinley. Mặt trước của đồng xu được thiết kế bởi Cục trưởng Cục đúc tiền kim loại Hoa Kỳ Charles E. Barber, và mặt sau được thiết kế bởi trợ lý của ông là George T. Morgan. Do McKinley đã xuất hiện trên một phiên bản của đô la trưng bay vụ mua Louisiana năm 1903, bản phát hành 1916 đã khiến ông trở thành người đầu tiên xuất hiện trên hai lần phát hành đồng xu của Mỹ.
Các đồng xu đã được bán với giá cao để tài trợ Đài tưởng niệm Nơi sinh của McKinley ở Niles, Ohio, và đã bán được nhóm xây dựng đài tưởng niệm. Phiên bản đồng xu phát hành ban đầu được đề xuất như là một đồng bằng bạc; Điều này đã được thay đổi khi người ta nhận ra rằng sẽ không phù hợp để tôn vinh một vị tổng thống đã ủng hộ tiêu chuẩn vàng với một đồng xu như vậy. Các đồng tiền không được quảng cáo, và không bán được nhiều. Mặc dù có 100.000 đồng xu được phép đúc, chỉ có khoảng 20.000 chiếc được bán ra, nhiều chiếc có giá giảm cho nhà kinh doanh đồng xu Texas B. Max Mehl. 10.000 đồng xu đã được trả lại cho Cục đúc tiền để nấu chảy.

## Bối cảnh

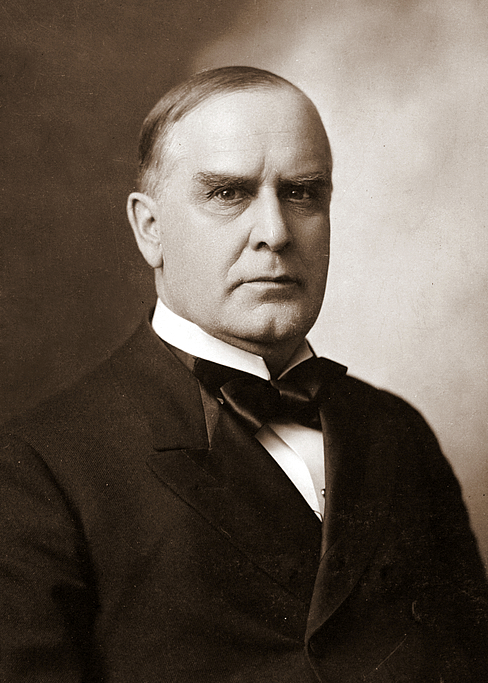
William McKinley

William McKinley sinh ra ở Niles, Ohio, vào năm 1843. Ông rời trường đại học để làm giáo viên, và gia nhập quân đội Liên minh khi cuộc nội chiến Mỹ nổ ra vào năm 1861. Ông đã phục vụ trong suốt chiến tranh, kết thúc nó như là một brevet lớn. Sau đó, ông theo học trường luật và được nhận vào hội luật sư. Ông định cư tại Canton, Ohio, và sau khi hành nghề tại đó, được bầu vào Quốc hội năm 1876. Năm 1890, ông bị thất bại khi tái cử, nhưng được bầu làm thống đốc vào năm sau, phục vụ hai nhiệm kỳ hai năm.
Với sự trợ giúp của cố vấn Mark Hanna, ông đã giành được đề cử chức Tổng thống vào năm 1896, trong bối cảnh khủng hoảng kinh tế sâu sắc. Ông đã đánh bại đối thủ Dân chủ William Jennings Bryan sau một chiến dịch ngọn đuốc đầu (front porch campaign), trong đó ông chủ trương "tiền hoàn chỉnh, nghĩa là tiêu chuẩn vàng trừ khi được sửa đổi theo thỏa thuận quốc tế. Điều này tương phản với "bạc tự do", được đẩy bởi Bryan trong chiến dịch của mình.
McKinley là tổng thống trong chiến tranh Tây Ban Nha-Mỹ năm 1898, trong đó chiến thắng của Hoa Kỳ là nhanh chóng và quyết định. Là một phần của việc giải quyết hòa bình, Tây Ban Nha đã chuyển sang Hoa Kỳ các thuộc địa ở nước ngoài của Puerto Rico, Guam, và Philippines. Với quốc gia thịnh vượng, McKinley đánh bại Bryan một lần nữa trong cuộc bầu cử tổng thống năm 1900. Tổng thống McKinley bị ám sát bởi Leon Czolgosz vào tháng 9 năm 1901, và do Phó Tổng thống Theodore Roosevelt đảm nhận.
Trong những năm sau cái chết của McKinley, một số đài tưởng niệm đã được xây dựng tưởng niệm ông, bao gồm một cấu trúc lớn chứa đựng di hài của ông tại Canton. Một đài kỷ niệm khác được xây dựng tại nơi sinh của ông ở Niles dưới sự bảo trợ của Hiệp hội Tưởng niệm Nơi sinh McKinley Quốc gia (Hiệp hội). Được thiết kế bởi công ty của McKim, Mead và White, nhà tưởng niệm cổ điển Hy Lạp được xây dựng bằng đá cẩm thạch Georgia và được dành riêng cho năm 1917. Bảo tàng, thư viện, thính phòng, cũng như bức tượng McKinley và bức tượng bán thân của các cộng sự của ông, Vẫn mở cửa cho công chúng, miễn phí.